# 御殿峠
御殿峠（ごてんとうげ）は、東京都八王子市片倉町と町田市相原町の境に位置する国道16号の峠である。標高183mは国道16号線の最高点。
御殿峠の周囲が杉山だった時期もあったことから杉山峠ともいう。
御殿山の麓に位置し、新道、旧道、古道が存在する。御殿山の東稜を切り開いて開通した新道は自動車交通の要衝である一方、古道は数少ない鎌倉街道の跡でもある。日本閣の私有地となり入れない場所もある。

## 旧御殿峠道
旧道は、町田市相原町下坂より山中に分け入り御殿峠に至る道で、江戸時代には大山道としても賑わっていたが、1887年(明治20年)ごろより東側（現在の国道16号付近）に大道が整備されてから廃道となっていった。
伝承によると、御殿峠には平安時代末期の武将で藍原次郎(大夫高野)の館があったといわれてる。
古道の周囲には、弘法のお水と呼ばれる湧水や、片倉城址、1616年 (元和2年7月7日)に相原村と鑓水村の間でおきた山林境界の問題で、越訴の世話人である諏訪加賀が磔の刑となった獄門場跡などの史跡が点在する。

## 周辺
- この峠の約400 mほど東側を八王子バイパスが通過しており、かつては御殿山料金所があった（2015年〈平成27年〉10月30日廃止）。
- 東京工科大学
- 山野美容芸術短期大学
- 東京造形大学